# Matteo Manuguerra
Matteo Manuguerra (Tunisi, 5 ottobre 1924 – Montpellier, 23 luglio 1998) è stato un baritono francese.

## Biografia
Nato da genitori di origine italiana stabilitisi in Argentina, iniziò a studiare canto relativamente tardi, all'età di 35 anni, sotto la guida del tenore Umberto Landi a Buenos Aires, dove fece il debutto come tenore. Nel 1961 si stabilì a Lione, dove, dopo ulteriori studi, debuttò come baritono in Faust. Nel 1966 fu ingaggiato dall'Opéra di Parigi, esordendo con Rigoletto ed affrontando negli anni a seguire, tra gli altri, Carmen, La traviata, Falstaff, La Gioconda.
Nel 1971 debuttò al Metropolitan di New York in Lucia di Lammermoor, divenendo un ospite fisso del massimo teatro d'opera americano e interpretando svariati titoli (La bohème, Cavalleria rusticana, La forza del destino, Falstaff, Rigoletto, Faust, Un ballo in maschera, La traviata, La Gioconda, Carmen, Il trovatore, Aida, Sansone e Dalila, Tosca), fino all'ultima apparizione nel 1992 con Rigoletto. Negli Stati Uniti apparve anche a Dallas e San Francisco. Contemporaneamente fu presente anche nelle maggiori sedi europee: Londra, Vienna, La Scala (dal 1977, Faust, I masnadieri, Il trovatore).
Ancora in attività, morì improvvisamente a Montpellier all'età 73 anni in seguito a una crisi cardiaca.

## Discografia
| Anno | Titolo Ruolo                             | Cast                                               | Direttore            | Etichetta           |
| ---- | ---------------------------------------- | -------------------------------------------------- | -------------------- | ------------------- |
| 1971 | Le Villi Guglielmo Wulf                  | Adriana Maliponte, Barry Morell                    | Anton Guadagno       | RCA                 |
| 1976 | Tosca Barone Scarpia                     | Galina Višnevskaja, Franco Bonisolli               | Mstislav Rostropovič | Deutsche Grammophon |
| 1977 | La battaglia di Legnano Rolando          | José Carreras, Katia Ricciarelli, Nikola Gjuzelev  | Lamberto Gardelli    | Philips             |
|      | Nabucco                                  | Renata Scotto, Nicolai Ghiaurov, Elena Obrazcova   | Riccardo Muti        | EMI                 |
| 1979 | Werther Albert                           | Alfredo Kraus, Tatiana Troyanos, Christine Barbaux | Michel Plasson       | EMI                 |
|      | La traviata Giorgio Germont              | Joan Sutherland, Luciano Pavarotti                 | Richard Bonynge      | Decca               |
|      | I puritani Sir Riccardo Forth            | Alfredo Kraus, Montserrat Caballé, Agostino Ferrin | Riccardo Muti        | EMI                 |
|      | Stiffelio Stankar                        | José Carreras, Sylvia Sass                         | Lamberto Gardelli    | Philips             |
|      | Cavalleria rusticana Alfio               | Montserrat Caballé, José Carreras                  | Riccardo Muti        | EMI                 |
| 1980 | La bohème Schaunard                      | Renata Scotto, Alfredo Kraus, Sherrill Milnes      | James Levine         | EMI                 |
| 1982 | I masnadieri Francesco Moor              | Franco Bonisolli, Joan Sutherland, Samuel Ramey    | Richard Bonynge      | Decca               |
| 1987 | Francesca da Rimini Gianciotto Malatesta | Raina Kabaivanska, William Matteuzzi               | Maurizio Arena       | RCA                 |